# Grezzana
Grezzana là một đô thị ở tỉnh Verona trong vùng Veneto của Ý, có cự ly khoảng 100 km về phía tây của Venice và khoảng 10 km về phía đông bắc của of Verona. Tại thời điểm ngày 31 tháng 12 năm 2004, đô thị này có dân số 10.525 người và diện tích là 52 km².
Grezzana giáp các đô thị: Bosco Chiesanuova, Cerro Veronese, Erbezzo, Negrar, Roverè Veronese, Sant'Anna d'Alfaedo, và Verona.